# London Town
London Town é o sexto álbum de estúdio da banda de rock Wings, formada pelo músico inglês Paul McCartney, lançado em março de 1978.
A gravação do álbum foi um período tumultuado, onde ocorreu a perda de dois membros da banda, o nascimento do terceiro filho de McCartney, e o lançamento do single de maior sucesso da história das rádios inglesas Mull of Kintyre (maior do que qualquer outro sucesso com os Beatles).

## História
London Town, originalmente chamado Water Wings, foi produzido durante 11 meses em três locações diferentes: estúdios Abbey Road, A.I.R c,  e á bordo do iate Fair Carol, nas Ilhas Virgens, onde a empresa Record Plant instalara um estúdio móvel especial. As gravações começaram em fevereiro de 1977, em Abbey Road, com o registro de Girls School (lado B de Mull Of Kintyre) e a faixa-título do LP. Mais três faixas, desconhecidas do público, seriam completadas nesta sessão que duraria até o final de março.
Após dois meses de intervalo, as gravações prosseguiram na Escócia para a complementação de Mull Of Kintyre. A faixa seria reservada para o próximo compacto do Wings, e receberia seu característico arranjo de gaita de foles em agosto pela Campbeltown Pipes Band. Outras faixas iniciadas neste período: Name And Address e Backwards Traveller - esta última, sendo finalizada em Abbey Road, dois meses depois. 
De volta à Inglaterra, em outubro, o grupo voltou a trabalhar sem a presença de Jimmy McCulloch e Joe English, dando sequência às sessões no estúdio Abbey Road até o começo de dezembro. Neste período, Paul, Denny e Linda adicionariam vocais e instrumentos às canções pré-gravadas.
Em novembro de 1977, os Wings lançaram um compacto com a música "Mull of Kintyre". O compacto tornou-se o de maior venda da história no Reino Unido sendo batido só em 1984 pelo Band-Aid.
Antes do lançamento do álbum em março de 1978, os Wings lançaram outro compacto de sucesso com a música que faria parte do álbum "With a little luck". A música atingiu o primerio lugar nas paradas de sucesso dos Estados Unidos. O álbum ganhou disco de platina e chegou ao quarto lugar na Inglaterra e segundo nos Estados Unidos.
Em 1993 a edição remasterizada do álbum inclui as músicas "Girls School" 'e '"Mull of Kintyre".

## Músicas
Todas as músicas foram compostas por Paul McCartney, exceto quando anotadas.
1. "London Town" (Paul McCartney/Denny Laine) – 4:10
2. "Cafe On The Left Bank" – 3:25
3. "I'm Carrying" – 2:44
4. "Backwards Traveller" – 1:09
5. "Cuff Link" – 1:59
6. "Children Children" (Paul McCartney/Denny Laine) – 2:22
  - Vocais: Denny Laine
7. "Girlfriend" – 4:39
  - Michael Jackson regravou a música em seu álbum de 1979, Off the Wall
8. "I've Had Enough" – 3:02
9. "With a Little Luck" – 5:45
10. "Famous Groupies" – 3:36
11. "Deliver Your Children" (Paul McCartney/Denny Laine) – 4:17
  - Vocais: Denny Laine
12. "Name And Address" – 3:07
13. "Don't Let It Bring You Down" (Paul McCartney/Denny Laine) – 4:34
14. "Morse Moose And The Grey Goose" (Paul McCartney/Denny Laine) – 6:25

## Músicos
- Paul McCartney: vocais, baixo, guitarra, violino, piano, teclados, Chirimía, bateria, percussão, backing vocals.
- Denny Laine: vocais, guitarra, baixo, teclados, percussão, piano,  backing vocals.
- Linda McCartney: vocais, teclados, piano, percussão
- Jimmy McCulloch:backing vocals, guitarra
- Joe English: backing vocals, bateria